# مارسيلو فليتاس
مارسيلو فليتاس (بالإسبانية: Marcelo Fleitas) (1 سبتمبر 1973 في الأوروغواي - ) هو لاعب كرة قدم أوروغواني في مركز الدفاع. شارك مع منتخب الإكوادور لكرة القدم. أما مع النوادي، فقد لعب مع برشلونة جواياكويل وديفنسا خوستيكا ونادي إيميلك وديبورتيفو كوينكا ونادي أولميدو وClub Leandro N. Alem ‏.

## وصلات خارجية
- مارسيلو فليتاس على موقع قاعدة بيانات كرة القدم.إي يو (الإنجليزية)